# Second Sight (gra komputerowa)
Second Sight – komputerowa gra akcji wyprodukowana w 2004 roku przez brytyjskie studio Free Radical Design. Została wydana przez Codemasters na konsole PlayStation 2, GameCube i Xbox oraz na system operacyjny Microsoft Windows.
Akcja Second Sight rozpoczyna się w silnie strzeżonym kompleksie medycznym. Główny bohater John Vittic, dotknięty amnezją, próbuje się z niego wydostać. Odkrywa przy tym, że posiada zdolności paranormalne będące przyczyną jego uwięzienia i próbuje przypomnieć sobie swoją przeszłość. Sama mechanika Second Sight opiera się na wykorzystywaniu przez awatara posiadanych zdolności psychokinetyczne i broni konwencjonalnej, jak również skradaniu się i unikaniu wrogów.
Second Sight zostało pozytywnie przyjęte przez krytyków ze względu na profesjonalne aktorstwo, dopracowaną fabułę i rzetelnie wykonaną oprawę graficzną. Jednakże czynnikiem wywołującym pewną rezerwę ze stronę recenzentów była powtarzalność rozgrywki.